# HD43478
HD43478 — хімічно пекулярна зоря спектрального класу A3, що має видиму зоряну величину в смузі V приблизно  7,5.
Вона  розташована на відстані близько 842,8 світлових років від Сонця.